# Гремша
Гремша — река в России, протекает по Калужской области. Левый приток реки Ловатянка.

## География
Гремша берёт начало в лесах южнее села Зикеево. Течёт на юго-восток. Устье реки находится вблизи села Ловать, в 28 км от устья Ловатянки. Длина реки составляет 14 км.

## Данные водного реестра
По данным государственного водного реестра России относится к Окскому бассейновому округу, водохозяйственный участок реки — Ока от города Белёв до города Калуга, без рек Упа и Угра, речной подбассейн реки — бассейны притоков Оки до впадения Мокши. Речной бассейн реки — Ока.
Код объекта в государственном водном реестре — 09010100512110000019906.